# 金活醫藥
金活醫藥集團有限公司，簡稱金活醫藥集團，以及金活醫藥（英語：Kingworld Medicines Group Limited，港交所：1110），於1996年是由趙利生創立「深圳市金活醫藥有限公司」。主要銷售及生產止咳化痰、胃肠、维生素、外搽剂油类、心脑血管、抗流感、有机食品、抗辐射、外敷贴及其它。
股份自2010年11月25日在香港交易所主板上市。集資額1.5億至2億港元，發行1.5億股，招股價介乎1.33元至1.4港元。

## 連結
- Kingworld.com.cn